# Городницький порцеляновий завод
Городницький порцеляновий завод — підприємство порцеляно-фаянсової промисловості, розташоване в смт Городниця Житомирської області.

## Історія
Порцеляновий завод у поселенні Городниця Новоград-Волинського повіту Волинської губернії було побудовано Йосипом Клеменсом, князем Чорторийськими в 1799 році і в подальшому він став відомим у світі.
Мануфактура у Городниці розпочала роботу 1 квітня 1807 року.Спочатку підприємство виробляло дуже легкий  гарно поливаний кольоровий фаянс і орнаментований посуд на зразок англійського.

У 1813-1814 роках обіг складав 10 520 руб., працювало 72 робітника. У 1814 році завод як посаг перейшов у власність кн. Генриха Любомирського.

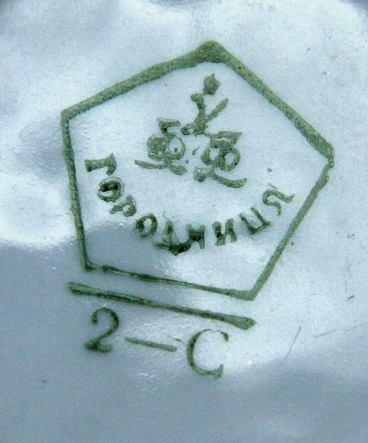
Клеймо Городницького фарфорового заводу, 50-ті роки ХХ ст.

У 1828 році на виробництві працювало 7 печей.
До середини XIX століття на заводі виробляли посуд з фаянсу і кам'яної маси, оздоблений рельєфним декором.
У 1856 році від дочок князя завод перейшов у власність Вацлава Руліковського. Руліковський  відновив і поширив виробництво, запросив майстрів з Чехії та Франції,  налагодив виробництво порцеляни. Підприємство перейшло на виготовлення сервізів із золоченими зображеннями гербів, вензелів, випускали поштучні предмети: кашпо, вази, чайниці для сухого чаю, глечики тощо.У 1877 році на заводі працювало 350 робітників.Виробництвом порцеляни керував Ян Грабовський, який до того працював на Барановському заводі, художниками були Романовський та його чотири сини.Наприкінці 1877 р. (або на початку 1878 р.) спалахнула пожежа, яка повністю знищила завод; Руліковський, не маючи коштів на реконструкцію, був змушений продати його.
Якийсь час підприємство належало Полтавському Земельному банку. У 1880-х р.р.  фабрика перейшла у власність Рудольфа Боссе, пізніше-до Симона Гіжицького.
З 1882 року арендатором виробництва став відомий Фішель (Фелікс) Зуссман, який у 1887 році побудував у Городниці другий завод, що спеціалізувався на випуску санітарно-фаянсових виробів, а потім об'єднав обидва підприємства, сконцентрувавшись на виробництві посуду. У період 1886-1887 років уся документація на заводі велася виключно на їдиш. Штат виробництва складався в основному з євреїв, тому всі єврейські свята були на заводі вихідними днями.
З 1898 по 1900 р.р. виробництво належало Миколі Петровичу Гріпарі, але потім знову повернулося до Зуссмана.
Наприкінці XIX – на початку XX століття в Городниці виготовляли фігурні коробки у вигляді великої грушки на зеленому листку. 
Клеймом Городницької фабрики спочатку був надпис в обрамованих) „P.S.I.R. Horodnica” і «Фаб. Городницькой» з короною вгорі. Згодом лише одно слово «Городница» кирилицею або латинкою, відбитою фарбами чорною, червоною, рідше синьою й бронзовою, часами з зазначенням року.

### Період 1917-1941 роки.
Після Жовтневого перевороту 1917 року продовжував виготовляти посуд на традиційних засадах. Згодом підприємство було націоналізоване, під час радянсько-української війни завод простоював, але після завершення бойових дій разом із іншими підприємствами скляної й порцеляно-фаянсової промисловості був переданий під керівництво Головного комітету скляно-порцелянової промисловості ВСНГ, був відновлений і відновив роботу під назвою Городницький порцеляновий завод імені Комінтерну. В ході індустріалізації СРСР розпочалося технічне переоснащення підприємства.
Від 1930-х років перейшов на виробництво посуду і скульптури малих форм.

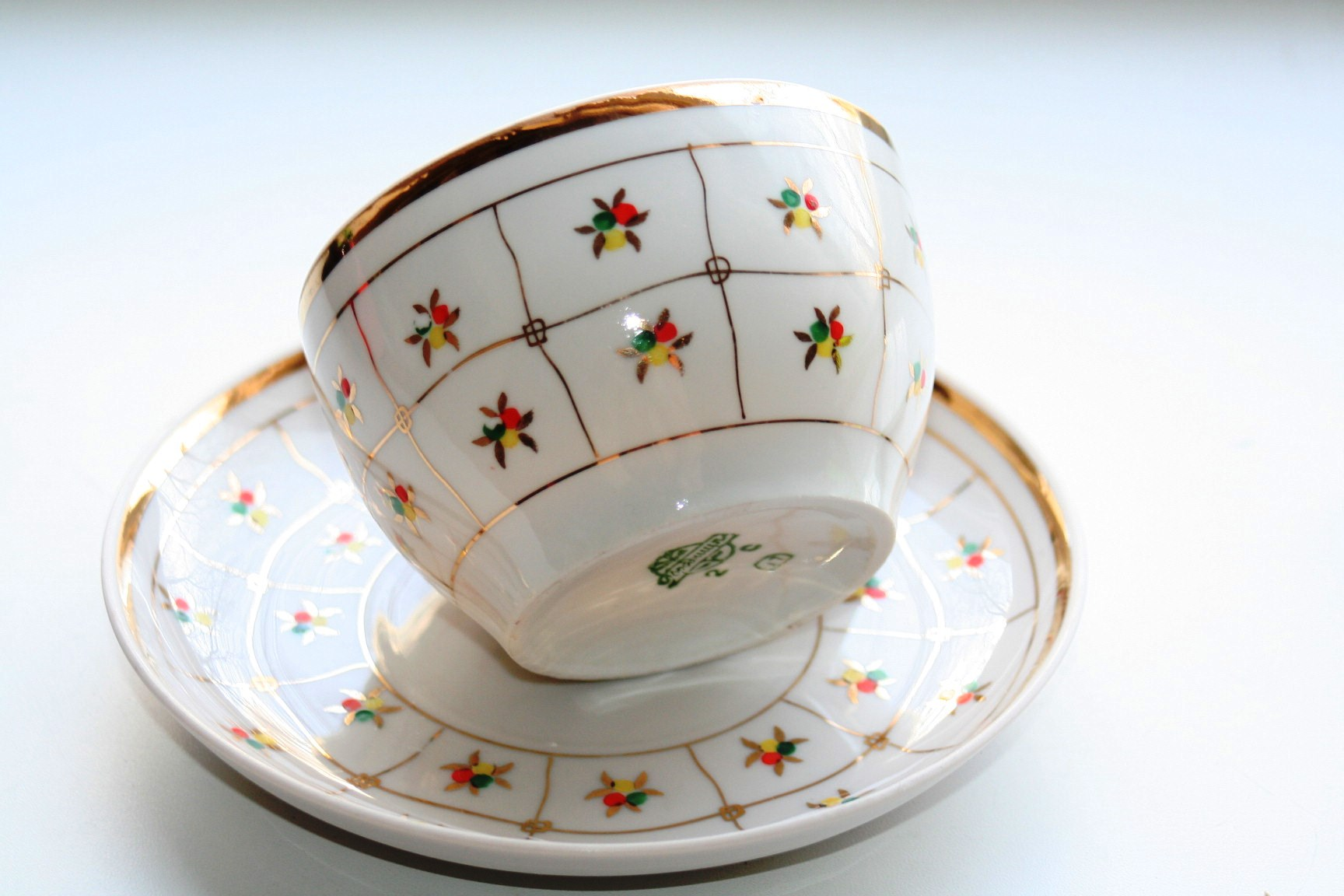
Чашка та блюдце від сервізу Городницького порцелянового заводу к.50-х-поч.60-х р.р. ХХ ст.

### Період ІІ Світової, післявоєнний період.
В ході бойових дій Другої світової війни й німецької окупації завод було виведено з ладу й напівзруйновано, але після закінчення війни у відповідності до четвертого п'ятирічного плану відновлення і розвитку народного господарства СРСР - відновлений і знову введений до ладу.
У післявоєний час завод розвивався у кооперації з ленінградським всесоюзним науково-дослідним інститутом порцеляно-фаянсової промисловості, до виробничих процесів залучалися нові технології.З кінця 40-х років на заводі працюють художники З.Мосійчук, А.В.Крижановський, Т.Л.Крижановська.Вони розробляють нові моделі жанрової скульптури на теми щасливого дитинства, казок, створюють анімалістичні композиції,погруддя письменників та політичних діячів.Після закінчення Одеського художнього училища деякий час на заводі працює В.І.Щербина.
Лише до 1950 року виробництво на відбудованому підприємстві досягло довоєнного рівня.В 1950-1960-ті роки на заводі виготовлялась дрібна пластика за моделями,розробленими скульпторами на інших підприємствах. 

### Період к.1950-х-1991 р.
Асортимент розширився й від 1955 року на заводі почали використовувати поточні лінії для декорування виробів, протягом 1975–77 років здійснили реконструкцію діючих цехів і збудували нові виробничі корпуси, механізували та автоматизували чимало виробничих процесів, у 1965–75 роках вперше у колишньому СРСР побудували печі з крокуючим подом, які потім замінили на швидкісні автоматизовані печі, у результаті чого час випалення виробів зменшився від 30 до 6 год.
Станом на початок 1980 року, завод спеціалізувався на виготовленні чайних і кавових сервізів, предметів столового посуду й скульптури малих форм. Продукія заводу поставлялася на експорт, художні вироби роботи декількох майстрів заводу експонувалися на загальносоюзних та міжнародних виставках.
У радянський час завод був одним з провідних підприємств порцеляно-фаянсової промисловості СРСР і головним підприємством смт. Городниця, на балансі підприємства перебували об'єкти соціальної інфраструктури: гуртожиток на 105 місць, дитсадок, будинок культури, житлові будинки.
Клейма радянського часу згідно з сортом виробу мали різне забарвлення-червоне, синє або чорне, зелене і відрізнялися залежно від року виробництва.

### Після відновлення незалежності
Після здобуття Україною незалежності державний завод було перетворено на колективне підприємство в 1993 році.
В 1995–98 роках підприємство зуміло уникнути банкрутства, своєчасно перевівши всі пічні агрегати на газоподібне паливо. Підприємство брало участь у міжнародних виставках у Бельгії, Ізраїлі, Арабських Еміратах, Ірані та інших країнах. За досягнення у виробництві та торгівлі отримало низку нагород.
Асортимент виробництва включав столові сервізи та гарнітуру, кавові і чайні сервізи на 6 та 12 персон, кухлі, тарілки, сувеніри та подарункові вироби. Сервізи оздоблюють підглазурним розписом солями кобальту, часто з позолотою. У декорі широко застосовувались мотиви українського народного мистецтва, в оздобленні побутових виробів масового випуску – трафарет, штамп, декалькоманію, аерографію, кольор. смужки, розкидні квіти, листочки тощо. 5 % від випуску продукції становили сувенірні скульптури, 95 % – господарський посуд. Асортимент продукції розширювався й оновлювався. Завод надавав переважній частині працездатного населення (1,1 тис. осіб) Городниці та (0,2 тис.) з окружних сіл робочі місця, а також забезпечував опаленням загально-освітню школу, дитсадки, багатоквартирні будинки.
Вступ України до СОТ в травні 2008 року (з наступним збільшенням імпорту до країни готових порцелянових виробів) й економічна криза, яка розпочалася в 2008 році ускладнили діяльність заводу. Недолуга політика керівництва заводу, невміння вчасно переорієнтуватися на зміну попиту привели до того, що підприємство працювало з 50% відходів.  В липні 2008 року підприємство зупинило роботу. Спроби залучити до відновлення заводу інвесторів з Італії виявилися безуспішними.
У 2008 році зразки городницького фарфору були перевезені в місцевий Будинок культури, де була облаштована невелика музейна експозиція.
В січні 2010 року почалася процедура банкрутства заводу. Станом на початок лютого 2011 року завод не працював, загальна сума заборгованості підприємства становила 5,9 млн гривень. Оскільки на підприємстві не застосовувалися відповідні заходи зі стягнення дебіторської заборгованості і погашення боргів, а бездіяльність керівництва призвела до відчуження майна і руйнування заводу 19 січня 2012 року господарський суд Житомирської області визнав завод банкрутом і почав процедуру ліквідації підприємства.
В 2014 році небайдужі вихідці з Городниці викупили залишки заводу і спробували його реанімувати. Їх надія - вироби з базальтового волокна.

## Керівництво
- М. Горбань (від 1986)
- П. Горбань (від 2005)